# Günter Wand
Günter Wand fue un director de orquesta alemán, nacido en Wuppertal, Alemania, el 7 de enero de 1912 falleciendo en Ulmiz, Suiza, el 14 de febrero de 2002.

## Carrera
Inició su formación en el Conservatorio de Colonia donde tuvo como profesores a Philip Jarnach en composición y Paul Baumgartner en piano. Siguió sus estudios en Múnich donde recibió también clases de dirección orquestal de Franz von Hösslin, aunque se puede considerar a Wand como un consumado autodidacta, con una técnica propia muy diferente de otros directores de su generación. Tras graduarse de sus estudios musicales, Wand trabajó durante un año como repetidor en Wuppertal (Erbelfeld) y allí hizo su debut como director con la representación de una opereta de Robert Stolz. Después Wand trabajó también como repetidor y director durante cuatro años en el Teatro de la Ópera de Allenstein, entonces en Prusia y en la actualidad el enclave polaco de Olsztyn. Allí dirigió más de 600 representaciones operísticas y conciertos, con lo que adquirió una gran experiencia además de un extenso repertorio. 
Tras un breve paso como director en Detmold, Wand fue nombrado en 1939 segundo director de la Ópera de Colonia, ciudad en donde pasó los dramáticos años de la Segunda Guerra Mundial al tiempo que dirigía algún que otro concierto por Alemania. Ascendido al puesto de primer director en dicha institución, Wand se vio obligado a abandonar el cargo en 1944 como consecuencia de la destrucción del edificio a causa de los bombardeos aliados. De allí partió para Salzburgo en calidad de director de la Orquesta del Mozarteum para regresar nuevamente a Colonia tras finalizar la guerra y volver a hacerse cargo de la dirección de la ópera hasta 1948. Wand fue nombrado también director de la Orquesta Gürzenich de Colonia, la misma formación que la orquesta de la ópera aunque actúa bajo esa denominación como orquesta de conciertos. Poco a poco fue introduciéndose en la música sinfónica y dejando a un lado la labor operística.
En Colonia Günter Wand desarrolló una gran labor en favor de la música contemporánea, con estrenos de obras de Honegger, Messiaen y Hindemith entre otros autores. Su vinculación con la Orquesta Gürzenich se mantuvo hasta 1974, alternando dicha labor con el trabajo docente impartido en el conservatorio y con una extensa actividad como director invitado por toda Europa (por ejemplo, fue el primer director alemán en ser invitado a dirigir en la URSS tras la Segunda Guerra Mundial, en 1959). En 1951 dirigió la integral sinfónica de Beethoven al frente de la Orquesta Sinfónica de Londres en el Covent Garden, obteniendo un triunfo arrollador, y también fueron habituales sus apariciones en Múnich como director invitado de la Filarmónica. Durante los años cincuenta y sesenta del siglo pasado, Wand desarrolló una gran labor en los estudios de grabación con la Orquesta Gürzenich que fue muy apreciada en Francia, Inglaterra y los EE. UU. por su comercialización a bajo coste.
En 1974 Wand abandonó la titularidad de la Orquesta Gürzenich y se trasladó a Suiza para hacerse cargo durante ocho años de la Orquesta Sinfónica de Berna. Aparte de realizar una brillante carrera internacional como director invitado, Wand no cortó sus vínculos con Colonia y a partir de 1977 empezó a grabar con la Orquesta Sinfónica de la Radio de Colonia unos ciclos sinfónicos de Schubert y Bruckner que fueron muy bien recibidos por la crítica, destacando la 5.ª sinfonía de Anton Bruckner. Esa grabación tuvo tan buena acogida, que se ha impuesto como referencia.
En 1982 Wand fue nombrado director de la Orquesta Sinfónica de la Radio del Norte de Alemania (Hamburgo), formación con la que realizó entre otras unas grabaciones muy apreciadas de la música sinfónica de Beethoven y Brahms, aparte de un nuevo ciclo sinfónico de Bruckner, generalmente sobre la base de tomas en directo, que se convirtió en una de las referencias interpretativas de esos años, junto a las versiones brillantes y contrastadas de Karajan y sustituyendo a las versiones clásicas de Eugen Jochum.
Wand se ganó una gran reputación como director pese a su excesiva solicitud de ensayos previos a los conciertos hizo que algunas orquestas fuesen renuentes a contratarlo como director invitado. Desde 1982 hasta su muerte colaboró con la Orquesta Sinfónica de la BBC de Londres, de la que llegó a ser su principal director invitado. En 1989 debutó en Estados Unidos, con la Sinfónica de Chicago con gran éxito de crítica y público que afianzó su prestigio internacional como director. A partir de entonces Wand colaboró estrechamente con la Orquesta Filarmónica de Berlín, realizando también con ella un buen número de grabaciones discográficas. Tras haber dirigido unas memorables series sobre Bruckner en el Festival de Edimburgo, Wand dirigió su último concierto en Hamburgo en octubre de 2001 antes de fallecer en las cercanías de Berna el 14 de febrero de 2002 a los noventa años de edad. 
Además de director de orquesta, compuso música para ballet y canciones con acompañamiento orquestal.

## Estilo musical
Wand fue particularmente devoto de la música de Schubert y Bruckner, al tiempo que lo era de compositores contemporáneos como Bernd Alois Zimmermann, Wolfgang Fortner u Olivier Messiaen. le gustaba trabajar a fondo las obras con la orquesta antes de presentarlas al público por lo que cuando era invitado a dirigir una orquesta diferente de la que era titular, exigía cinco sesiones de ensayos del programa. Su relación con los músicos de la orquesta era muy próxima y los consideraba a su mismo nivel. En los ensayos más que corregirlos les sugería su visión de la partitura para mostrarles como deseaba que la tocaran.
Günter Wand fue uno de los más claros representantes de la escuela alemana de la dirección de orquesta. Cultivado en su trayectoria en orquestas de segundo nivel y de radio, siempre huyó del protagonismo de otras figuras de su generación y entendió la dirección orquestal como un arte en que hay que trabajar desde la discreción. Su técnica de dirección se basaba en trabajar exhaustivamente durante los ensayos hasta conseguir el punto adecuado de la intensidad interpretativa. Admirador de Furtwängler, Wand supo sintetizar en sus versiones su visión subjetiva con una profunda fidelidad y rigor a la partitura, lo que no es nada sencillo y que logró, especialmente en sus últimos años, al ofrecer unas versiones muy apreciadas del repertorio romántico y postromántico alemán.
En sus últimos años Wand fue un asiduo de los estudios de grabación y nos legó muchas lecturas alternativas a las consideradas como clásicas y que, en muchos aspectos, no tienen nada que envidiar de estas últimas. Sus ejecuciones son muy apreciadas por la precisa atención en el detalle y el exquisito cuidado en materia de corrección estilística. Sin ser considerado como una de las más grandes figuras de su época debido a lo tardío de su consagración, Wand ofreció lo mejor de sí mismo al final de su carrera coincidiendo con su período de máxima madurez.

## Discografía

### Con laNDR-Sinfonieorchester
- Beethoven:
  - Sinfonie Nr. 3 & Leonoren Ouvertüre Nr. 3 CD RD60755 (03/1991)
  - Sinfonien Nr. 5 & 6 CD 09026 61930 2 (10/1993)
  - Sinfonien Nr. 1 & 2 CD 74321 66458 2 (04/2001)
  - Sinfonie Nr.4 Nr.74321897172(01/2002)
  - Sinfonie Nr.1& Nr.6 Nr.74321891082(11/2001)
  - Sinfonie Nr.2 & Nr.7 Nr.74321891072(11/2001)
  - Sinfonie Nr.3 & Nr.8 Nr.74321891062(11/2001)
  - Sinfonie Nr.4 & Nr.5 Nr.74321891052(11/2001)
  - Sinfonie Nr.9 Nr.74321891042 (11/2001)
  - Sinfonien Nr. 1-9 74321891092 (11/2001)
- Brahms:
  - Sinfonie Nr. 1 CD 09026 68889 2 (02/1998)
  - Sinfonien Nr. 2 & 3 CD 09026 68888 2 (02/1998)
  - Sinfonien Nr. 1-4 3CD 09026 63348 2 (01/1999)
  - Sinfonie Nr. 4 CD 09026 63244 2 (01/1999)
  - Sinfonien Nr.1 & Nr.3 Nr.74321891022 (11/2001)
  - Sinfonien Nr.2 & Nr.4 Nr.74321891012 (11/2001)
  - Sinfonien Nr.1-4 Nr.74321891032 (11/2001)
- Bruckner:
  - Sinfonie Nr. 5 (Originalfassung) CD RD60361 (06/90)
  - Sinfonie Nr. 4 „Romantische“ CD RD60784 (04/1991)
  - Sinfonie Nr. 7 (Originalfassung) CD 09026 61398 2 (03/1993)
  - Sinfonie Nr. 9 (Originalfassung) CD 09026 62650 2 (06/1994)
  - Sinfonie Nr. 8 2CD 09026 68047 2 (04/1995)
  - Sinfonie Nr. 6 (Originalfassung) CD 09026 68452 2 (06/1996)
- Debussy:
  - Le Martyre de Saint Sébastien; CD 74321 75583 (05/2000)
- Músorgski:
  - Bilder einer Ausstellung
- Fortner:
  - Bluthochzeit – Zwischenspiele für Orchester; CD RD60827 (12/1991)
- Frank Martin:
  - Petite Symphonie concertante;
- Stravinsky:
  - Concerto in Es (Dumbarton Oaks);
- Webern:
  - 5 Stücke für Orchester, op.10
- Mozart:
  - Sinfonien Nr. 39 & 41 „Jupiter“ CD RD60714 (12/1990)
  - Sinfonie Nr.36
  - Sinfonie Nr. 40;
  - Posthornserenade Nr.74321897172
- Chaikovsky:
  - Sinfonie Nr. 5 CD 09026 68032 2 (11/1994)
  - Sinfonie Nr. 6 „Pathétique“
- Schubert:
  - Sinfonie Nr. 8 „Unvollendete“; CD RD60826 (12/91)
  - Schubert Sinfonie Nr. 5
  - Sinfonie Nr. 9 „Große C-Dur“ CD RD60978 (12/1991)
- Schumann:
  - Sinfonie Nr. 4
- Stravinsky:
  - Pulcinella Suite; CD 09026 61190 2 (10/92)

NDR Live-Recordings 1989-1995:
- Beethoven, Bruckner, Mozart, Tschaikowsky, Schubert 17 CD Box 74321 34162 2 (09/1996)

### Con laKölner Rundfunk-Sinfonieorchester
- Bruckner:
  - The 9 Symphonies 10CD 09026639302 (08/1989)
  - Symphony No. 1 (Wiener Fassung) CD 09026639312 (12/1989)
  - Symphony No. 2 CD 09026639322 (12/1989)
  - Symphony No. 3 CD 09026639332 (12/1989)
  - Symphony No. 4 „Romantische“ CD 09026639342 (12/1989)
  - Symphony No. 5 CD 09026639352 (12/1989)
  - Symphony No. 6 CD 09026639362 (12/1989)
  - Symphony No. 7 CD 09026639372 (12/1989)
  - Symphony No. 8 & 9 CD 09026639382 (12/1989)
- Schubert:
  - The Complete Symphonies 5CD 09026639402 (08/1989)
  - Symphony No. 1 & 2 CD 09026639412
  - Symphony No. 3 & 6 CD 09026639422
  - Symphony No 4 & 8 CD 09026639432
  - Symphony No 5 (Selections from Rosamunde) CD 09026639442
  - Symphony No. 9 CD 09026639452

### Con laBerliner Philharmoniker
- Bruckner:
  - Sinfonie Nr. 5 (Originalfassung)CD 09026 68503 2 (12/1996)
  - Sinfonie Nr. 4 „Romantische“ (Haas-Fassung) CD 09026 68839 2 (08/1998)
  - Sinfonie Nr. 9 (Originalfassung) CD 74321 63244 2 (08/1999)
  - Sinfonie Nr. 7 CD 74321 68716 2 (10/2000)
  - Sinfonie Nr.8 CD Nr.743218 28662 (11/2001)
- Schubert:
  - Sinfonie Nr. 8 „Unvollendete“ & 9 „Große C-Dur“; 2CD 09026 68314 2 (08/1995)

## Titularidades
| Director principal, Orquesta Gürzenich de Colonia |
| 1946–1975                                         |

| Director principal, Orquesta Sinfónica de la NDR |
| 1982–1990                                        |

- Datos: Q62692
- Multimedia: Günter Wand / Q62692